# Cecília Leão

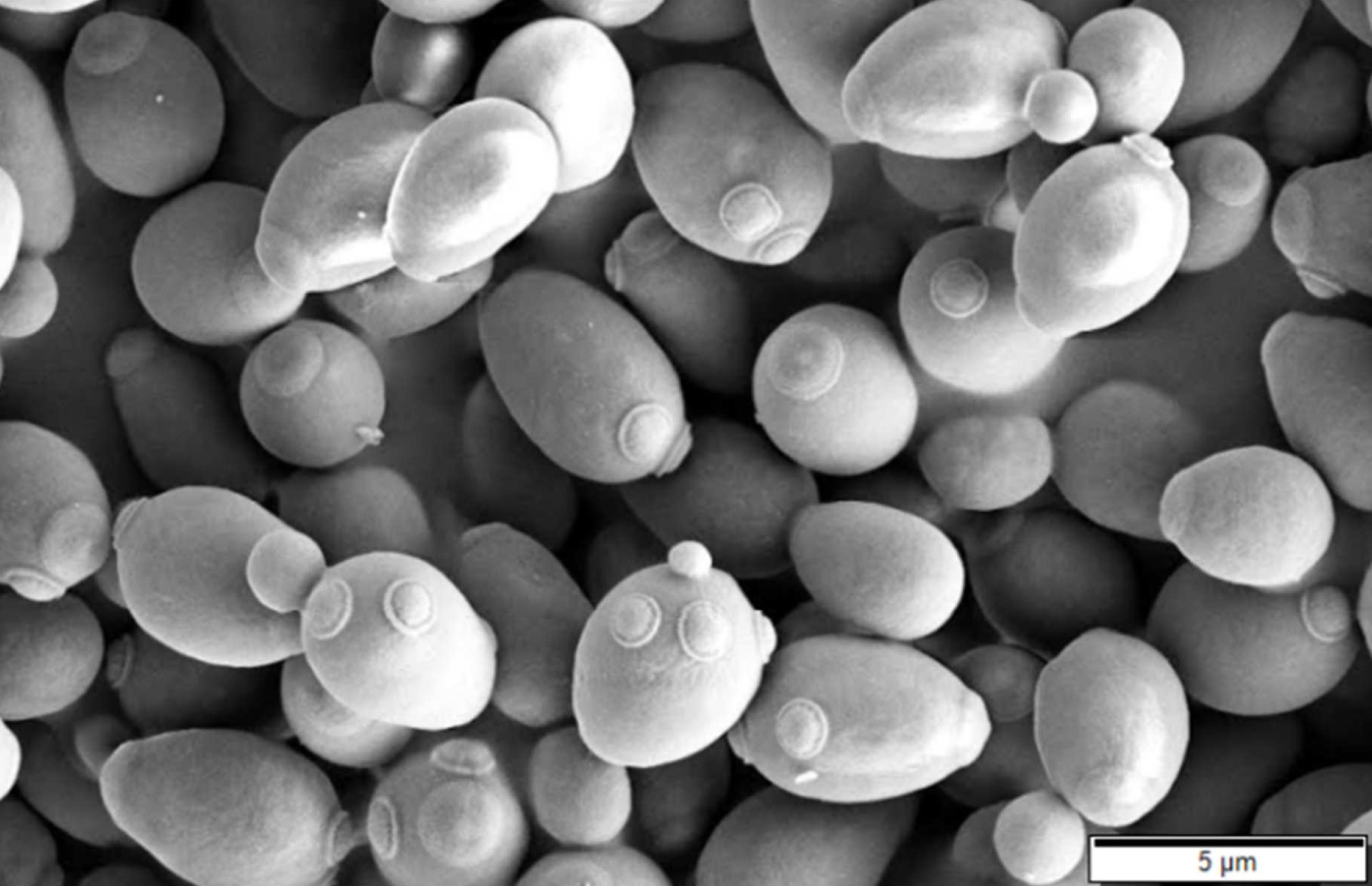
Saccharomyces cerevisiae SEM

Cecília Leão, é doutorada em Biologia e Microbiologia pela Universidade do Minho, foi Professora Catedrática e Presidente da Escola de Medicina da Universidade do Minho. Foi uma das galardoadas com a medalha de mérito científico do Ministério da Ciência, Tecnologia e Ensino Superior, em 2019.

## Biografia
Cecília Leão é Licenciada em Biologia pela Universidade do Porto. Em 1976, Leão ingressou na Universidade do Minho e em 1977 ingressou no Departamento de Biologia.
Em 1994 obteve o título de Professora Catedrática da Universidade do Minho, passou a desempenhar funções no Departamento de Biologia da Escola de Ciências e, a partir de 2002, na Escola de Ciências da Saúde, atual Escola de Medicina. Desde 2020 é Professora Emérita da Universidade do Minho.

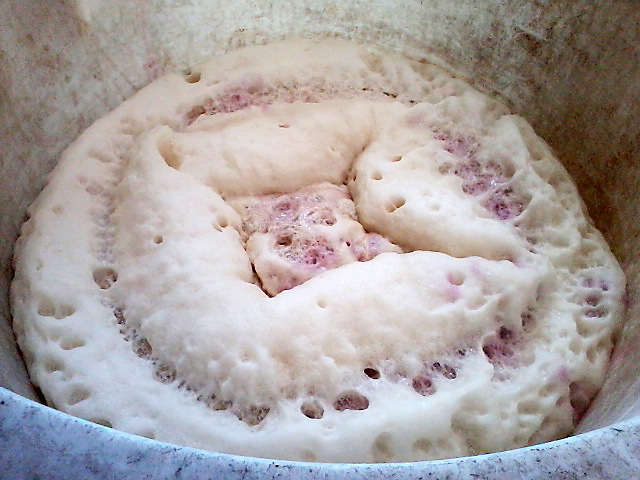
Levain saccharomyces cerevisiae

Como académica esteve envolvida na criação de diferentes ciclos de estudo no Ensino Superior português como as licenciaturas em Biologia e Medicina, os Mestrados em Genética Microbiana Molecular e em Ciências da Saúde e os Doutoramento em Medicina e em Ciências da Saúde, na Universidade do Minho.
Ao longo do seu percurso profissional, Leão desempenhou algumas funções de chefia tendo dirigido o Departamento de Biologia e a Escola de Ciências. Foi também Vice-Reitora da Universidade do Minho (1998-2002), Diretora da Escola de Ciências da Saúde, Presidente da Escola de Medicina da Universidade do Minho e diretora do Instituto de Investigação em Ciências da Vida e Saúde (ICVS). 
Leão é também membro da Academia de Ciências de Lisboa e presidiu, a partir de 2012, à Comissão de Ética para a Investigação em Ciências da Vida e da Saúde do Conselho de Ética da Universidade do Minho. É nesta Universidade que deteve a Cátedra Alumni Medicina – Professor Pinto Machado, que apoia a inovação nas Humanidades em Medicina. 

## Trabalho científico
Como cientista, Leão iniciou o seu doutoramento, em 1979, que concluiu em 1984, no laboratório de Microbiologia do Instituto Gulbenkian de Ciência, sob o tema ” Toxicidade do etanol em Saccharomyces cerevisiae: mecanismos e alvos da ação”. Leão é especialista de Biologia e Fisiologia de Leveduras, particularmente os efeitos do etanol e o ácido acético e a sua relação com a produção do vinho.

## Prémios e reconhecimentos
Leão é sobretudo reconhecida pelo ensino e investigação nas áreas da Microbiologia e Ciências da Saúde e como formadora de várias gerações de cientistas e médicos em Portugal. Foi distinguida com:
- 2019 - Medalha de mérito científico do Ministério da Ciência, Tecnologia e Ensino Superior do governo português [5]
- 2013 - Prémio Professor Nicolau van Uden da Sociedade Portuguesa de Microbiologia [3]

É membro efectivo da Academia de Ciências de Lisboa. 